# 泰和館
泰和館（テファグァン、태화관）は、日本統治時代の朝鮮の京城府にあった飲食店兼酒場で、有名な料理屋だった明月館（명월관）に付属していた建物。料理店となる前には、王族や、有力者の邸宅として使用されていた。現在のソウル特別市鍾路区仁寺洞にあり、跡地の現在の地番は鍾路区仁寺洞194番地-27号で、跡地には泰和ビルディングが建っており、一帯は「3・1独立宣言広場」として整備されている。

## 歴史

### 順和宮
もともとこの地は、朝鮮王であった中宗（在位：1506年 - 1544年）が、順和公主（순화공주）のために建てた邸宅があったため、順和宮（순화궁）と呼ばれるとする説もあるが、中宗の時代に順和公主という王族はおらず、誤りであるとも言われている。
この建物は、19世紀後半に領議政を務めた金興根の居宅であったが、その後、憲宗（在位：1834年 - 1849年）の時代に貴嬪で、君号を順和とした慶嬪金氏の私邸となり、順和宮と称されるようになった。
その後、李完用の別荘となり、伊藤博文と政事を論じる場所となったが、李完用が転出した後、料理店が開店した。母体となった明月館は、1910年の韓国併合で朝鮮王朝が滅亡し、失職した宮中料理師アン・スンファン（안순환）が、宮殿料理を一般人に紹介して、大きな人気を集めた。1890年に官妓（관기）制度がなくなり、地方や宮中の妓女たちが明月館に集まったので、明月館は社校場として有名になった。時間が経つにつれ、明月館は親日派たちが日本に国を売って得た金で放蕩に遊ぶ所となった。李完用、宋秉畯、李址鎔などの象徴的な親日派たちが常連客であった。1918年、火災により明月館がなくなると、アン・スンファンは仁寺洞に明月館の別館である泰和館を開き、ダンスと歌を提供する営業をした。

### 三・一運動
1919年の三・一運動の際に、泰和館は己未独立宣言書が朗読される場所となった。
民族代表33人の中で、吉善宙、金秉祚、劉如大、鄭春洙を除く29人が集結し、午後2時から己未独立宣言書を朗読し、万歳を呼ぶ会をおこなった。天道教第3代教祖孫秉煕の影響で、泰和官が独立宣言書の朗読場所となった。孫秉熙はジュ・オクギョンと結婚しており、姻脈があって、独立宣言書の朗読場所を泰和館に設けた。
孫秉熙は泰和館の主人アン・スンファンに電話をかけて昼食客30人が行くと伝え、民族代表たちは泰和館社交1号室で太極旗に敬礼した。アン・スンファンを呼び、朝鮮総督府に電話をかけさせて、彼らは日本警察に連行されていった。当時、憲兵と巡査が泰和館に来たときには、人力車を持って来るという話だったが、自動車を持ってきてくれと求めた。そこで、彼らはタクシー7台に分乗して警務総監部に赴いた。
民族代表たちは、当時、己未独立宣言書を朗読した後、万歳三唱をした。朗読をしようとしたが、そうではなかったとする少数説もある。
当時の建物は、この年5月の火災事故で焼失したが、6月に発生した普成社の火災事件とともに日帝の放火によるものと推定されている。普成社は三・一運動の時に朗読された独立宣言書の印刷所であった。

### 跡地

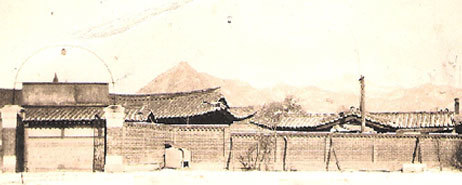
1920年代の泰和女子館。

その後、1921年には、米国のキリスト教宣団体である監理教（メソジスト）宣教部が泰和館を買い入れ、泰和女子館（태화여자관）という名の監理教布教地兼女性福祉社会財団を設けて、女子教育、宣教の場とした。ここでは、1928年10月に、ローゼンバーガー（Elma T. Rosenberger）によって朝鮮初の牛乳給食が始まった。
1936年には李淑鍾が、当地に誠信女学校（성신여학교、後の誠信女子大学校の前身）を開いた
建物の老朽化と空間の狭さが問題となり、泰和財団は1938年に建物を建て直した。この時、韓国式建築様式を活かした建物を新築して使用したが、日本統治時代の末期には徴発され、解放後には警察署庁舎などとして使用された後、再び泰和基督教社会館として運用された。その後もキリスト教系の団体が、当地に所在していたが、泰和基督教社会館は、1980年に都市開発計画にともなって解体され、その跡地には泰和ビルディングが建った。
三・一運動から百周年を迎えた2019年には、一帯が「3・1独立宣言広場（3·1독립선언광장）」として整備された。